# 幻肢
幻肢是某些人及動物失去四肢所產生的一種幻覺，會使其感覺失去的四肢仍舊附著在軀幹上，並與身體的其他部分一起移動。由此引起的疼痛稱為幻痛或幻肢痛（phantom limb pain，PLP）。

## 序論
早在16世紀，法國的外科醫生安布魯瓦茲·帕雷已經注意到幻肢的存在，關於幻肢的民間傳說也不勝枚舉。「幻肢」這個名詞的則是費城著名的神經科醫生維米奇爾在1872年開始使用。他觀察美國南北戰爭後在士兵身上廣泛發生的幻肢現象，並用假名在當時流行的通俗雜誌《Lippincott's Journal》發表幻肢的第一篇文章。
五到八成的截肢患者會在其截去部位體驗幻肢的現象，幻肢和幻肢痛也可能出現在失去四肢以外的部位，如乳房、牙齒、眼睛、陰莖、鼻、臉，甚至腹腔內的子宮、闌尾等，都有個案報導。
幻肢也會出現在天生沒有四肢的人或是癱瘓的病患。
約一半的幻肢病人有令人無法忍受的幻肢痛。患部在切除前若經驗長期的不舒服，幻肢痛發生的情形較多。幻肢痛可能會因為壓力、焦慮或天氣變化而加重，或因忙碌、按摩殘肢而減輕。幻肢也會有其他感受如熱、冷、癢、擠壓或炙熱感。幻肢有時候會比正常的肢體短，或是以錯置、令人不舒服的姿勢扭曲。約有三分之一的病人其幻肢無法動。

## 發生原因
關於幻肢產生的原因有許多不同的猜測，早期普遍的解釋是在截肢後，肢斷神經會形成神經瘤（neuroma），神經瘤易發炎且容易受刺激，所產生紛亂的信息傳至腦中，使大腦誤以為其斷肢仍然存在。
拉瑪錢德朗的新發現，則為幻肢的成因提供一個嶄新且合理的解釋：周邊神經必須將訊息傳達至大腦皮質的感覺區，才能使人產生知覺，人體各部位在大腦皮質的投射有一定的區塊，以手為例，手部神經在大腦皮質的投射區域恰巧與臉區、軀幹區相鄰，當患者手部被截去時，手部傳入大腦的神經會失去作用，而大腦臉區或是軀幹區的神經纖維則向旁延伸至手區，使從臉傳出的訊息除了到達大腦皮質的臉區外，也會到達手區。拉瑪在其著作《尋找腦中幻影》中有這樣一段描述：
我刺激他的臉頰，「你感覺如何？」

「你在觸摸我的臉頰。」

「還有什麼？」

「喂！你知道，這很奇怪，」索連生說：「你在觸摸我失去的大拇指，我的幻拇指。」

我把棉棒移到他的上唇，「這裡如何？」

「你在觸摸我的食指和我的上唇。」

「真的？你確定？」

「是，我能感覺它在這兩個地方。」

「這裡如何？」我輕觸他的下顎。

「那是我失去的小指。」
拉瑪由此推測，每當患者笑或者打呵欠時，其臉部的神經衝動也投射到大腦皮質手區，受到這些訊息的刺激，使其大腦一直在幻想他的手臂，產生手還存在的錯覺。

## 治療方法
幻肢痛的治療方法包括抗憂鬱藥、脊髓刺激（spinal cord stimulation；SCS）。
將電極植入皮下，並在脊髓旁放置另一個電極。脊髓的神經傳導會被電極電流刺激。這個刺激干擾傳向大腦的神經衝動，減低幻肢的疼痛。
心靈療法（vibration therapy）、針灸（acupuncture）、催眠（hypnosis）和生物迴饋療法（biofeedback）也被用來治療幻肢痛。
截肢時若除了全身麻醉之外也對患部使用局部麻醉，可有效預防幻肢、幻肢痛的產生。

### 鏡箱
鏡箱（mirror box）為維萊亞努爾·拉馬錢德蘭所發明的特殊裝置，用來治療幻肢僵硬的問題。
原理被解釋為將鏡像中正常四肢的信號傳導給大腦，在移動正常四肢的同時使幻肢感覺正常，進而放鬆、減輕疼痛等癥狀。